# Georges Engrand
Jean-Baptiste Charles Georges Engrand, né à Aire-sur-la-Lys le 5 octobre 1852 et mort aux Ponts-de-Cé dans le département de Maine-et-Loire en février 1936, est un sculpteur français.

## Biographie

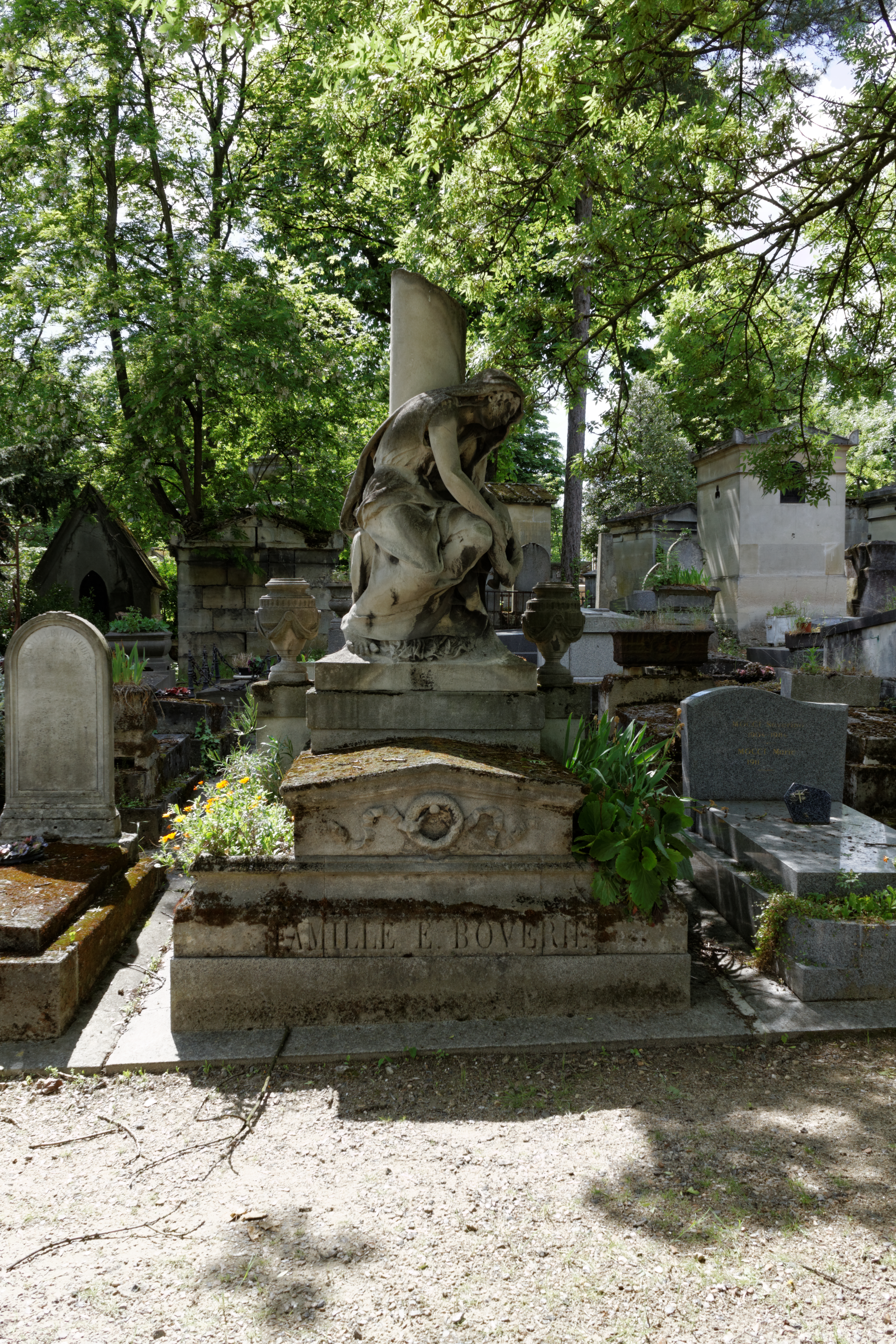
La Douleur, statue en pierre, tombe Famille Boverie, cimetière du Père-Lachaise.

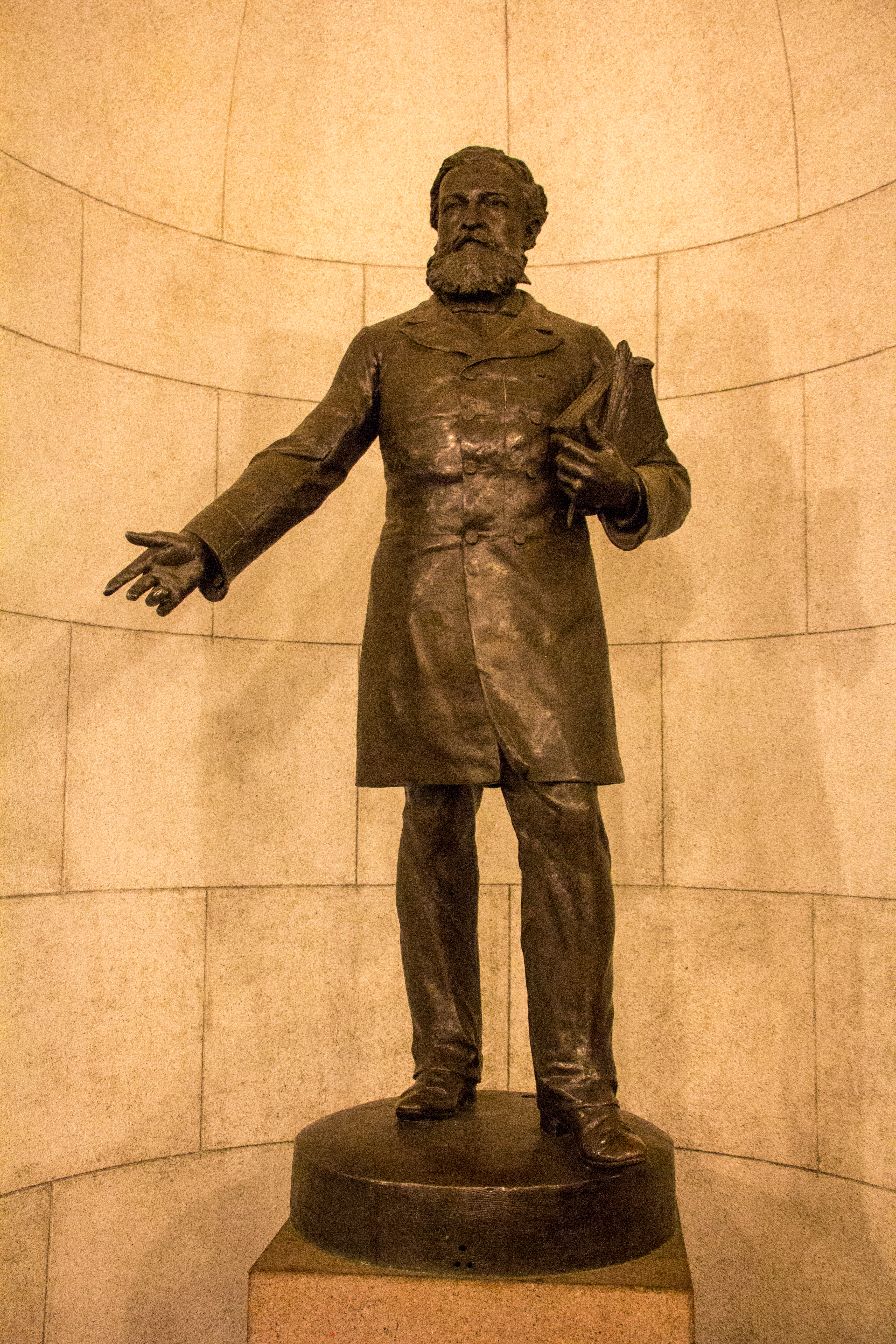
José Bonifácio de Andrada e Silva, bronze, université de São Paulo.

Élève de Jules Cavelier, il expose au Salon des artistes français dès 1880 et y obtient une médaille de 3e classe en 1888. Il remporte aussi une médaille de bronze à l'Exposition universelle de 1900. 
Professeur de sculpture à Tourcoing dès 1905, en 1924, il participe à la compétition artistique des Jeux olympiques d'été.
Il se marie à Paris dans le 9e arrondissement le 30 décembre 1902 avec Sophie Wilhelmine Pazziani.
Jean-Baptiste Georges Engrand meurt dans la commune des Ponts-de-Cé à son domicile au 46 rue du Commandant-Bourgeois au début du mois de février 1936. La cérémonie religieuse s'est déroulée le 5 février 1936 en l'église Saint-Maurille des Ponts-de-Cé,.